# Circuit urbain de St. Petersburg
Le circuit urbain de St. Petersburg (Streets of St. Petersburg, en anglais) est un circuit automobile temporaire tracé dans les rues de St. Petersburg, en Floride, États-Unis. Il accueille chaque année le Grand Prix de St. Petersburg.
Il longe la marina de St. Petersburg sur la moitié de sa longueur et utilise une piste de l'aéroport Albert Whitted où sont installées la tribune principale et la voie des stands.

## Palmares du Grand Prix de St. Petersburg

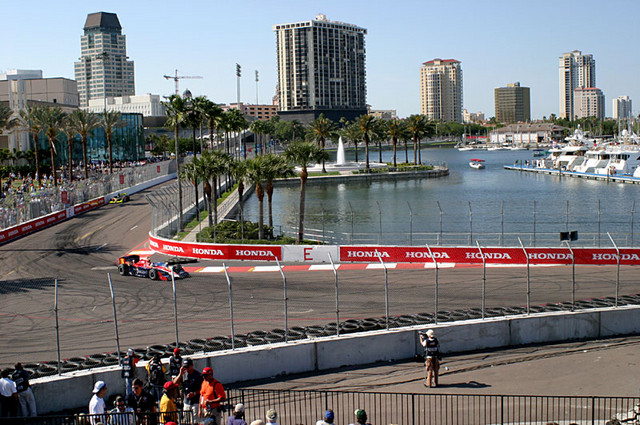
Virage 10, longeant la baie (2006).